# Campionato mondiale giovanile di scherma 2021
Il Campionato mondiale juniores di scherma del 2021 ("2021 World Juniors Fencing Championships") è stato organizzato dalla Federazione internazionale della scherma e si è svolto a Il Cairo in Egitto dal 3 al 11 aprile.
Nel fioretto, si sono aggiudicati i titoli del campionato mondiale il russo Zakhar Kozlov, che ha battuto in finale il coreano Dongyun Choi, e la statunitense May Tieu che ha avuto la meglio sull'israeliana Nicole Pustilnik.
Nella spada il francese Kendrick Jean-Joseph ha battuto in finale l'egiziano Mohamed Yasseen, ottenendo il titolo mondiale juniores maschile, mentre tra le donne la russa Polina Khaertdinova ha superato la statunitense Jessica Lin.
Nella sciabola il russo Kirill Tyulyukov prevale sull'uzbeko Bobirjon Rasulov, mentre la coreana Hayoung Jeon ha battuto la turca Nisanur Erbil.
Nel campionato mondiale juniores a squadre maschili, la nazionale russa ha prevalso nella finale del fioretto contro gli Stati Uniti d'America, mentre la nazionale russa ha vinto nella spada contro la formazione statunitense, ed infine la nazionale egiziana ha avuto la meglio sulla compagine russa nella sciabola.
Nel campionato mondiale juniores a squadre femminili, la nazionale russa ha prevalso nella finale del fioretto contro gli Stati Uniti d'America, la Russia ha vinto nella spada contro la compagine iberica, ed infine la formazione coreana ha avuto la meglio sulla la nazionale statunitense nella sciabola.

## Podi

### Uomini
| Specialità  | Oro                                                                     | Argento                                                                    | Bronzo                                                                          |
| Individuali |                                                                         |                                                                            |                                                                                 |
| Fioretto    | Zakhar Kozlov                                                           | Dongyun Choi                                                               | Stepan Martynovich Constant Roger                                               |
| Spada       | Kendrick Jean-Joseph                                                    | Mohamed Yasseen                                                            | Samuel Berktold Mohamed El-Sayed                                                |
| Sciabola    | Kirill Tyulyukov                                                        | Bobirjon Rasulov                                                           | Szymon Hryciuk Adham Moataz                                                     |
| A squadre   |                                                                         |                                                                            |                                                                                 |
| Fioretto    | Russia Egor Barannikov Zakhar Kozlov Daniil Kravtsov Stepan Martynovich | Stati Uniti Kenji Bravo Ashton Daniel Marcello Olivares Daniel Zhang       | Francia Valerian Castanie Paul Antoine De-Badts Constant Roger Armand Spichiger |
| Spada       | Russia Kirill Gurov Egor Lomaga Artem Sarkisyan Aleksey Udovichenko     | Stati Uniti Mihir Kumashi Nicholas Lawson Valentin Matveev Tristan Szapary | Egitto A. Amr Abdelbaky Mohamed El-Sayed Ibrahim Ramadan Mohamed Yasseen        |
| Sciabola    | Egitto Mazen Elaraby Eyad Marouf Adham Moataz Zeyad Nofal               | Russia Magamed Khalimbekov Dmitriy Nasonov Artem Terekhov Kirill Tyulyukov | Francia Paco Boureau Duncan Glenadel Samuel Jarry Antoine Pogu                  |

### Donne
| Specialità  | Oro                                                                                | Argento                                                              | Bronzo                                                               |
| Individuali |                                                                                    |                                                                      |                                                                      |
| Fioretto    | May Tieu                                                                           | Nicole Pustilnik                                                     | Jessica Zi Jia Guo Yeongji Joo                                       |
| Spada       | Polina Khaertdinova                                                                | Jessica Lin                                                          | Sohui Kim Anastasiia Zelentsova                                      |
| Sciabola    | Hayoung Jeon                                                                       | Nisanur Erbil                                                        | Dariya Drozd Valeriia Prochenko                                      |
| A squadre   |                                                                                    |                                                                      |                                                                      |
| Fioretto    | Russia Vitalina Anaschenkova Adelina Bikbulatova Angelina Kononova Daria Malysheva | Stati Uniti Zander Rhodes Lauren Scruggs May Tieu Maia Mei Weintraub | Ucraina Kateryna Budenko Kristina Petrova Alina Poloziuk Olga Sopit  |
| Spada       | Russia Iana Bekmurzova Anna Gzyunova Polina Khaertdinova Aizanat Murtazaeva        | Spagna Claudia Arribas Nicole Lixandru Dana Raposo Paula Zugasti     | Polonia Zofia Janelli Alicja Klasik Gloria Klughardt Kinga Zgryzniak |
| Sciabola    | Corea del Sud Boryeon Jang Hayoung Jeon Jueun Lee Jumee Park                       | Stati Uniti Alexis Anglade Atara Greenbaum Honor Johnson Zoe Kim     | Romania Mihaela Chitu Felicia Iacob Maria Matei Ilinca Pantis        |

## Medagliere
| Pos.   | Nazione       | Oro | Argento | Bronzo | Totale |
| ------ | ------------- | --- | ------- | ------ | ------ |
| 1      | Russia        | 7   | 1       | 2      | 10     |
| 2      | Corea del Sud | 2   | 1       | 2      | 5      |
| 3      | Stati Uniti   | 1   | 5       | 0      | 6      |
| 4      | Egitto        | 1   | 1       | 3      | 5      |
| 5      | Francia       | 1   | 0       | 3      | 4      |
| 6      | Spagna        | 0   | 1       | 0      | 1      |
| 6      | Israele       | 0   | 1       | 0      | 1      |
| 6      | Turchia       | 0   | 1       | 0      | 1      |
| 6      | Uzbekistan    | 0   | 1       | 0      | 1      |
| 10     | Ucraina       | 0   | 0       | 3      | 3      |
| 11     | Polonia       | 0   | 0       | 2      | 2      |
| 12     | Romania       | 0   | 0       | 1      | 1      |
| 12     | Canada        | 0   | 0       | 1      | 1      |
| 12     | Austria       | 0   | 0       | 1      | 1      |
| Totale | Totale        | 12  | 12      | 18     | 42     |